# Geotrupes douei
Geotrupes douei är en skalbaggsart som beskrevs av Hippolyte Louis Gory 1841. Geotrupes douei ingår i släktet Geotrupes och familjen tordyvlar. Inga underarter finns listade i Catalogue of Life.